# Chandrahalli, Chintamani
Chandrahalli là một làng thuộc tehsil Chintamani, huyện Kolar, bang Karnataka, Ấn Độ.